# Гази (Крит)
Га́зи (греч. Γάζι) или Га́зион (греч. Γάζιον) — город в Греции на севере Крита. Расположен в 8 километрах к западу от Ираклиона на побережье бухты Ираклион Критского моря. Административный центр общины (дима) Малевизи в периферийной единице Ираклион в периферии Крит. Население 12 606 жителей согласно переписи 2011 года. Жители преимущественно заняты в сельском хозяйстве, выращивают виноград и оливы.

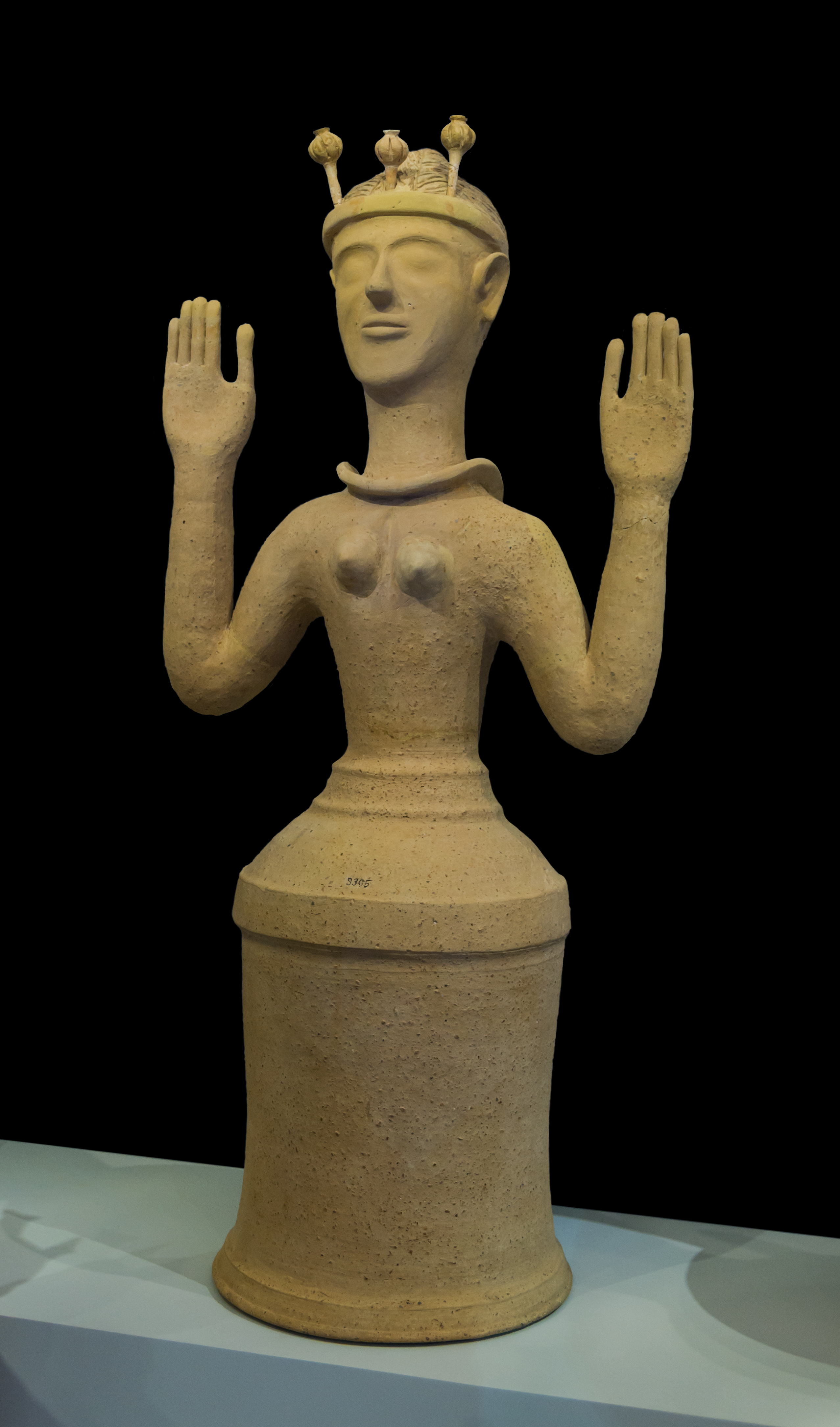
Женская терракотовая статуэтка последворцового периода из Гази. Археологический музей Ираклиона

В 1936 году фермер обнаружил две женские терракотовые статуэтки последворцового периода ПMIII в холме Баирия (Μπαΐρια) или Дзафер-Папура (Τζαφέρ Παπούρα) высотой 300 метров в Гази. Эти и находки, найденные при последующих археологических раскопках, хранятся в Археологическом музее Ираклиона.
Впервые поселение упоминается в 1379 году.
Южнее Гази проходит национальная дорога EO90, часть европейского маршрута E75.

## Сообщество Гази
В общинное сообщество Гази входят семь населённых пунктов. Население 14 640 жителей по переписи 2011 года. Площадь 17,723 квадратных километров.
| Населённый пункт | Население (2011), человек |
| ---------------- | ------------------------- |
| Айи-Теодори      | 789                       |
| Айос-Еорьос      | 117                       |
| Гази             | 12 606                    |
| Каврохорион      | 503                       |
| Коливас          | 484                       |
| Скафидарас       | 92                        |
| Тимиос-Ставрос   | 49                        |

## Население
| Год  | Население, человек |
| ---- | ------------------ |
| 1991 | 4776               |
| 2001 | 8332               |
| 2011 | ↗ 12 606           |